# Onze-Lieve-Vrouwekerk (Dordrecht)

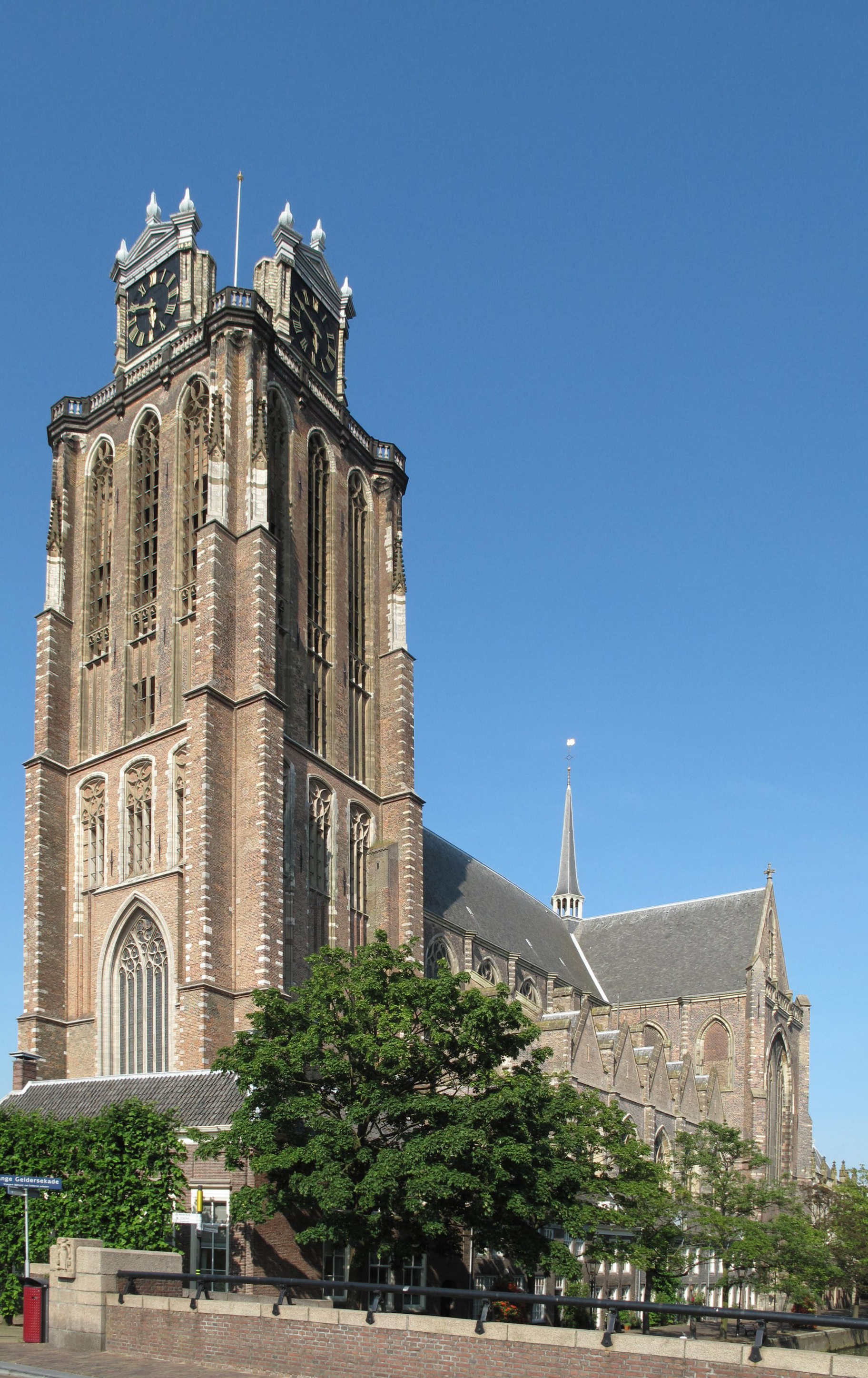
Turm der Liebfrauenkirche in Dordrecht

Die Onze-Lieve-Vrouwekerk (deutsch Liebfrauenkirche), auch Grote Kerk, ist die größte Kirche der niederländischen Stadt Dordrecht und ein Werk der Backsteingotik. Sie gehört zu einer reformierten Kirchengemeinde innerhalb der Protestantischen Kirche in den Niederlanden. Der Turm sowie das Kirchenschiff sind als Rijksmonumente eingestuft.

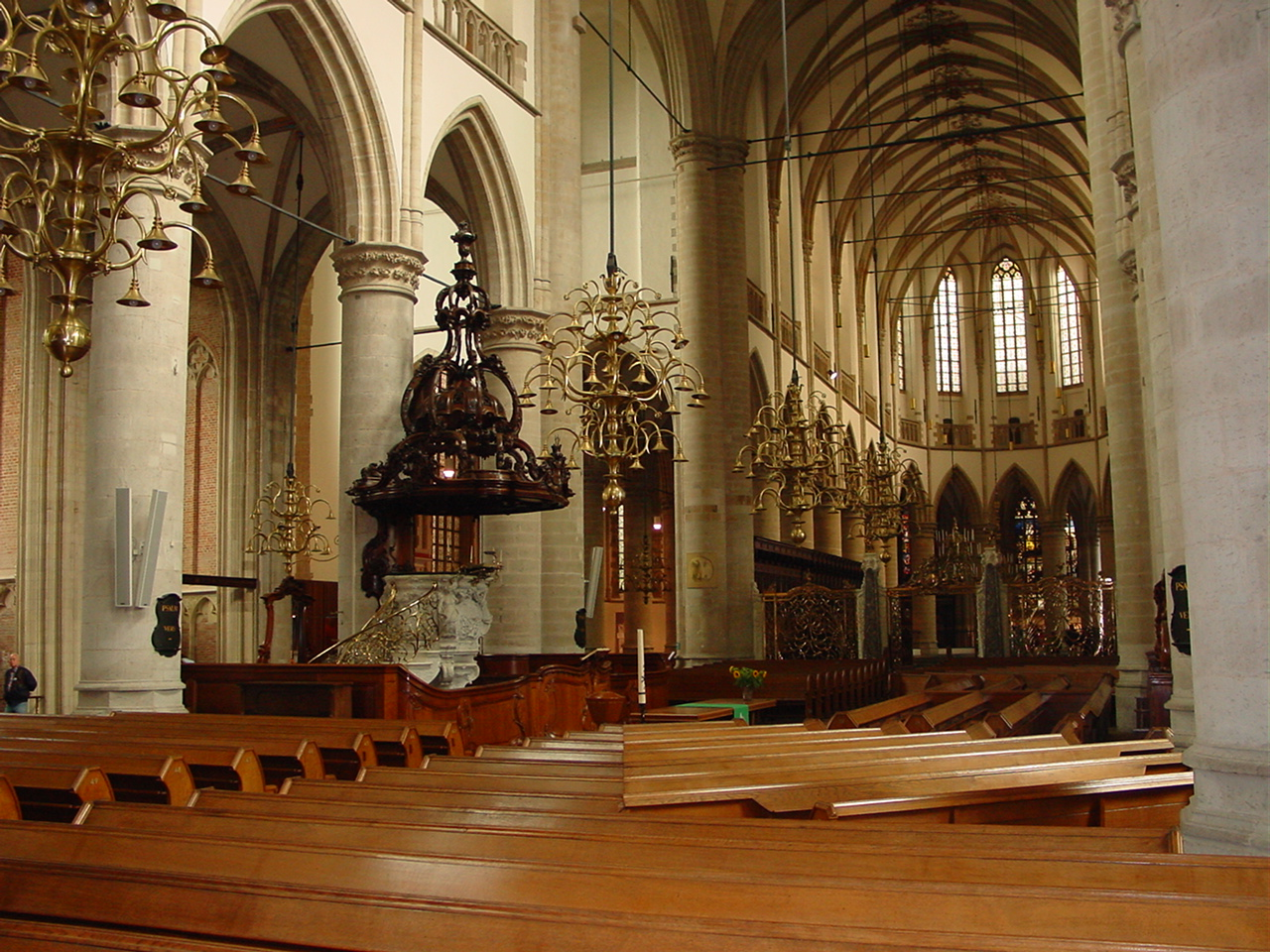
Innenansicht der Dordrechter Liebfrauenkirche

## Geschichte
Die Liebfrauenkirche hatte einen romanischen Vorgängerbau, der archäologisch nachgewiesen ist. Der älteste Teil der heutigen Kirche ist der nördlich des Hauptchors gelegene Marienchor, der ab 1285 errichtet wurde. Den Ausschlag zum großen Neubau im Stil der Brabanter Gotik gab womöglich die Erhebung der Kirche zur Stiftskirche im Jahr 1367. 1457 wurde die im Bau befindliche Kirche durch Brand schwer beschädigt; 1470 hatte sie ihre heutige Gestalt erreicht. Der Turm der Kirche blieb unvollendet. 1572 kam die Kirche in protestantische Hände. Sie wurde zuletzt in den Jahren von 1982 bis 1987 durchgreifend restauriert.

## Ausstattung
Besondere Aufmerksamkeit verdient das Chorgestühl aus Eichenholz, das Jan Artsz. Terwen 1538 – 1541 im Stil der Renaissance geschaffen hat. Die Reliefs zeigen Szenen aus der biblischen Historie, aber auch einen Triumphzug Kaiser Karls V.

## Orgel

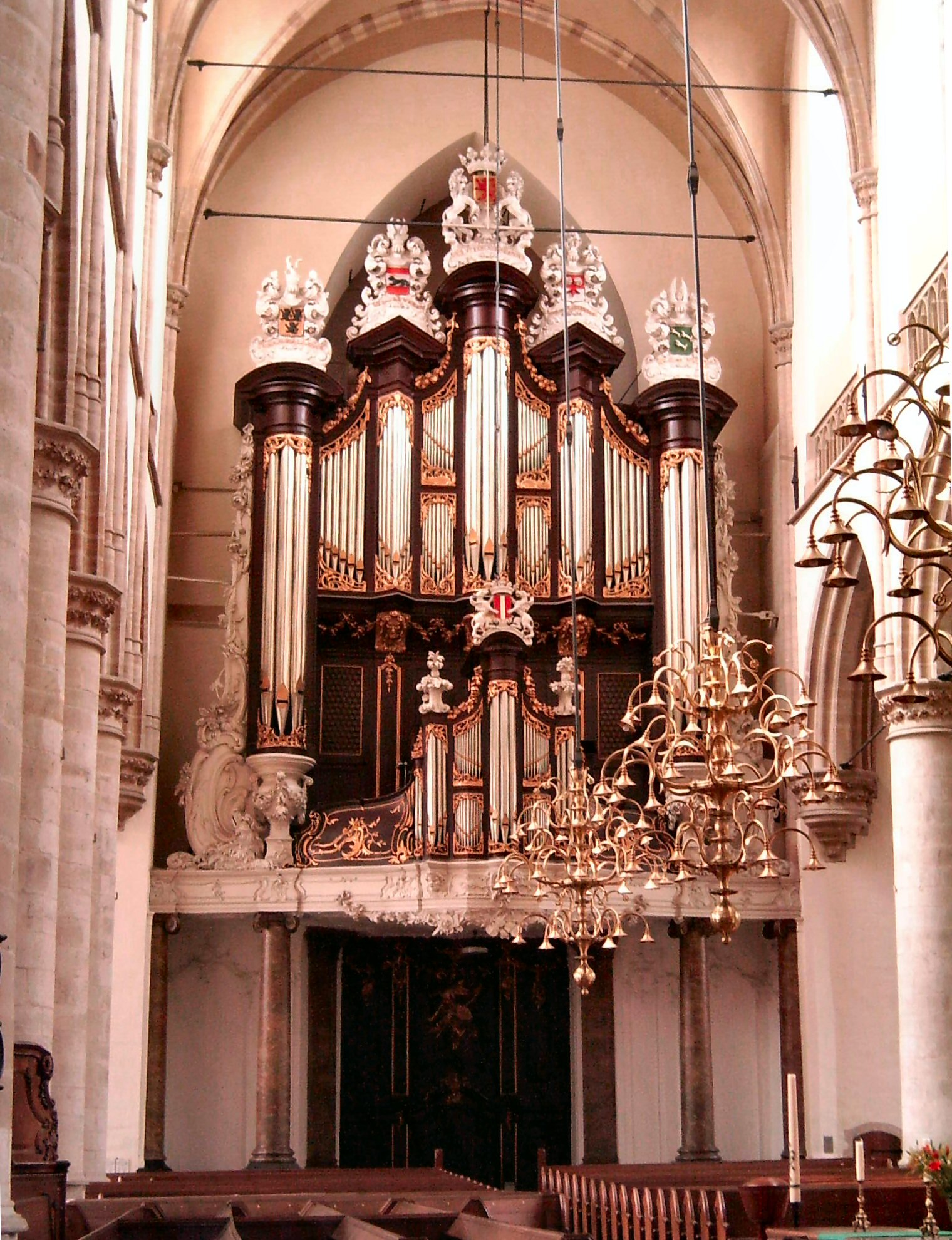
Empore mit Orgelprospekt samt Rückpositiv

Die Orgel wurde 1859 von dem Orgelbauer Kam erbaut. Das Instrument hat 51 Register auf drei Manualen und Pedal. Die Trakturen sind mechanisch.
| I Hauptwerk C–f3 |     |
| Prestant         | 16′ |
| Gedekt           | 16′ |
| Prestant         | 08′ |
| Roerfluit        | 08′ |
| Holpijp          | 08′ |
| Octaaf           | 04′ |
| Roerfluit        | 04′ |
| Quint            | 03′ |
| Octaaf           | 02′ |
| Gemshoorn        | 02′ |
| Mixtuur III-V    |     |
| Cornet V         |     |
| Trompet          | 16′ |
| Trompet          | 08′ |
| Clarinet         | 04′ |

| II Rückpositiv C–f3 |     |
| Bourdon             | 16′ |
| Prestant            | 08′ |
| Bourdon             | 08′ |
| Salicionaal         | 08′ |
| Gemshoorn           | 08′ |
| Octaaf              | 04′ |
| Gemshoorn           | 04′ |
| Quint               | 03′ |
| Octaaf              | 02′ |
| Mixtuur II-IV       |     |
| Cornet V            |     |
| Trompet             | 08′ |
| Dulciaan            | 08′ |
| Tremulant           |     |

| II Oberwerk C–f3 |    |
| Baardpijp        | 8′ |
| Holpijp          | 8′ |
| Viola di Gamba 0 | 8′ |
| Quintadeen       | 8′ |
| Salicionaal      | 4′ |
| Open Fluit       | 4′ |
| Gedekt           | 4′ |
| Nazard           | 3′ |
| Woudfluit        | 2′ |
| Carillon III     |    |
| Schalmei         | 8′ |
| Vox humana       | 8′ |
| Tremulant        |    |

| Pedalwerk C–d1 |     |
| Subbas         | 32′ |
| Principaal     | 16′ |
| Subbas         | 16′ |
| Violon         | 16′ |
| Octaaf         | 08′ |
| Gedekt         | 08′ |
| Quint          | 06′ |
| Octaaf         | 04′ |
| Bazuin         | 16′ |
| Trombone       | 08′ |
| Trompet        | 04′ |

- Koppeln: II/I, III/I, I/P, II/P, III/P

## Geläut

### Großgeläut
Im Turm der Grote Kerk hängt ein imposantes, 6-stimmiges Geläut. Die Glocken hängen an gekröpften Jochen.
| Nr. | Name | Gussjahr | Gießer                                         | Durchmesser (cm) | Masse (kg) | Nominal |
| --- | ---- | -------- | ---------------------------------------------- | ---------------- | ---------- | ------- |
| 1   |      | 1999     | Glockengießerei Eijsbouts, Asten (Niederlande) | 251              | 9.400      | e0      |
| 2   |      | 1965     | Glockengießerei Eijsbouts, Asten (Niederlande) | 208              | 6.000      | g0      |
| 3   |      | 1965     | Glockengießerei Eijsbouts, Asten (Niederlande) | 185              | 4.000      | a0      |
| 4   |      | 1965     | Glockengießerei Eijsbouts, Asten (Niederlande) | 164              | 2.700      | h0      |
| 5   |      | 1965     | Glockengießerei Eijsbouts, Asten (Niederlande) | 139              | 1.600      | d1      |
| 6   |      | 1965     | Glockengießerei Eijsbouts, Asten (Niederlande) | 123              | 1.100      | e1      |

### „Englisches Geläut“
2021 wurde im West-Turm ein weiteres, 10-stimmiges Geläut installiert. Es hängt auf der Ebene unterhalb des Carillons. 
Das Geläut wird im britischen Wechselläuten-Modus (change-ringing) geläutet. Die vier klangtiefsten Glocken stammen aus dem Jahr 1915; sie waren durch die Glockengießerei John Taylor & Co. und hingen in einer Kirche in Low Harrogate (North Yorkshire). 2020 goss die Glockengießerei Emanuele Allanconi (Italien) sechs weitere Glocken, die mit den vorhandenen 4 Klangkörpern eine F-Dur-Tonleiter bilden.